# Gilligan's Planet
Gilligan's Planet is een Amerikaanse animatieserie geproduceerd door Filmation. De serie is een sciencefiction spin-off van Gilligan's Island. De serie liep één seizoen van twaalf afleveringen.

## Verhaal
In een laatste wanhoopspoging het eiland te verlaten, bouwt de professor een raket. Er gaat iets mis en de raket raakt uit koers, om vervolgens neer te storten op een onbekende planeet.
Daarmee bevindt de groep zich in een soortgelijke situatie als op het eiland, behalve dat ze nu op een vreemde planeet moet overleven. In plaats van bezoekers op het eiland krijgt de groep te maken met buitenaardse wezens. Ondertussen probeert de professor wanhopig de raket te repareren, daar dit hun enige transportmiddel terug naar de aarde is.

## Achtergrond
Voor veel van de scènes uit de serie werden oude tekeningen van de vorige animatieserie, The New Adventures of Gilligan, gebruikt. Deze werden enkel opnieuw ingekleurd om de indruk te wekken dat de personages zich op een andere planeet bevonden.

## Cast
De hele cast van Gilligan's Island keerde terug voor de serie om de stemmen van hun personages in te spreken, behalve Tina Louise (die de rol van Ginger Grant speelde). Dawn Wells nam haar rol over.

## Afleveringen
- Amazing Colossal Gilligan
- Bumper to Bumper
- Gilligan's Army
- I Dream of Genie
- Invaders of the Lost Barque
- Journey to the Center of...Planet
- Let Sleeping Minnows Lie
- Road to Boom
- Space Pirates
- Too Many Gilligans
- Turnabout is Fair Play
- Wings
- Super Gilligan